# سندیکا بانک
سندیکا بانک (انگلیسی: Syndicate Bank) شرکت خدمات مالی و بانکداری هندی است، که در سال ۱۹۲۵ توسط اوپندرا آنانت پای، تی. ام. ای. پای و وامان سرینیواس کودوا تأسیس شد.